# Jen Atkin
Jen Atkin (geboren am 10. März 1980 in St. George, Utah) ist eine Friseurin, Unternehmerin und Kolumnistin. Sie gilt als eine der einflussreichsten Friseurinnen der Welt. Atkin ist zusammen mit Lamees Hamdan Miteigentümerin einer Haarpflegelinie. Atkin ist auch die Gründerin des digitalen Magazins ManeAddicts und Kolumnistin für das Glamour Magazine. Sie ist bekannt für ihre Arbeit unter anderen mit Chrissy Teigen, Jennifer Lopez, Gigi und Bella Hadid.

## Berufliche Laufbahn
Atkin zog im Alter von 19 Jahren nach Los Angeles, wo sie sich dem Friseurhandwerk zuwandte. Lorraine Schwartz half Atkin, als sie zum ersten Mal nach L.A. zog. Im Jahr 2000 begann sie als Empfangsdame im Estilo Salon in West Hollywood zu arbeiten. Später war Atkin in den Salons von Chris McMillan und Andy LeCompte in Hollywood. Im Jahr 2006 war Atkin Mitglied des Friseurteams für Madonnas Confessions Tour. Sie arbeitete auch als persönliche Hairstylistin für John Galliano.
Atkin arbeitet häufig mit den Stars von Keeping Up with the Kardashians zusammen. Sie lernte Kim durch Freunde kennen und begann 2010 mit ihr ein Shooting für Cosmopolitan. Während der Aufnahmen lernte sie Khloe kennen, die sie bat, ihre Looks für The X Factor zu kreieren, und begann schließlich mit dem Rest der Familie zu arbeiten. Durch diese Interaktion wurde sie mit den Kardashians befreundet und ist in Kim Kardashians Videospiel Kim Kardashian: Hollywood zu sehen. Bei mehreren Gelegenheiten hat Atkin mit dem Hairstylisten und Perückenmacher Tokyo Stylez zusammengearbeitet, um Looks für Kylie Jenner zu kreieren.
Seit 2012 reist Atkin beruflich regelmäßig in den Nahen Osten. Atkin hat auf Instagram mehr als 2 Millionen Follower. Sie brachte eine Haar-Accessoires-Kollektion namens Jen Atkin X Chloe + Isabel heraus.
Ihr erstes Buch, Blowing My Way to the Top, wurde im Dezember 2020 bei Harper Collins veröffentlicht.

## Privatleben
Atkin verbrachte ihre Kindheit zwischen der Nordküste von Oahu und St. George, Utah, wo sie geboren wurde. Sie wurde mit dem Mormonentum erzogen. Ihre Familie teilt traditionelle Werte, während Atkin sich als Feministin bezeichnet.
2016 heiratete sie den Regisseur und Fotografen Mike Rosenthal. Atkin hatte zuvor erklärt, dass sie und Rosenthal sich auf ihre Karrieren konzentrierten, aber „eines Tages“ Kinder haben wollten und offen über ihre Entscheidung gesprochen, ihre Embryonen einfrieren zu lassen. Am 21. März 2021 postete Atkin auf Instagram, dass sie und Rosenthal am 5. März 2021 über eine Leihmutter ihr erstes Kind empfangen hatten.